# Odontostilbe ecuadorensis
Odontostilbe ecuadorensis är en fiskart som beskrevs av Cristina M. Bührnheim och Luiz R. Malabarba 2006. Odontostilbe ecuadorensis ingår i släktet Odontostilbe och familjen Characidae. Inga underarter finns listade i Catalogue of Life.